# Astronomy and Astrophysics
Astronomy and Astrophysics és una revista científica preavaluada per experts que inclou l'astronomia i l'astrofísica observacional i instrumental. És una de les primeres revistes d'astronomia del món. La revista és publicada per EDP Sciences a 16 números a l'any. El redactor en cap és Thierry Forveille (Observatoire des Sciences de l'Univers de Grenoble). Els anteriors editors en cap inclouen Claude Bertout, James Lequeux, Michael Grewing, Catherine Cesarsky i George Contopoulos.

## Història
Astronomy and Astrophysics es va formar el 1969 per la fusió de diverses revistes nacionals dels diferents països europeus en una única publicació. Aquestes revistes, amb el seu ISSN i la data de la primera publicació, són les següents:
- Annales d'Astrophysique ISSN 0365-0499 (França), creat el 1938
- Arkiv för Astronomi ISSN 0004-2048 (Suècia), creat el 1948
- Bulletin of the Astronomical Institutes of the Netherlands ISSN 0365-8910 (Països Baixos), creat el 1921
- Bulletin Astronomique ISSN 0245-9787 (França), creat el 1884
- Journal des Observateurs ISSN 0368-3389 (França), creat el 1915
- Zeitschrift für Astrophysik ISSN 0372-8331 (Alemanya), creat el 1930

La publicació d'Astronomy and Astrophysics es va ampliar el 1992 amb la incorporació del Bulletin of the Astronomical Institutes of Czechoslovakia, creat el 1947. Astronomy and Astrophysics inicialment va publicar articles en anglès, francès o alemany, però els articles en francès i alemany van ser sempre escassos. Eventualment van ser abandonats, en part a causa de les dificultats per trobar avaluadors adequadament especialitzats que també dominessin aquests idiomes.

## Països patrocinadors
Els països patrocinadors originals eren els quatre països les revistes de les quals es van fusionar per formar Astronomy and Astrophysics (França, Alemanya, els Països Baixos i Suècia), juntament amb Bèlgica, Dinamarca, Finlàndia i Noruega. L'Observatori Europeu Austral també va participar com a "país membre". Noruega més tard es va retirar, però Àustria, Grècia, Itàlia, Espanya i Suïssa es van unir. La República Txeca, Estònia, Hongria, Polònia i Eslovàquia es van unir com a nous membres en els anys noranta del segle xx. El 2001, es van eliminar les paraules A European Journal en reconeixement que la revista s'estava tornant cada vegada més global en el seu abast, i el 2002 Argentina va ser admesa com a «observadora». L'any 2004, el Consell d'Administració va decidir que la revista «a partir d'ara considerarà les sol·licituds de patrocini de membres de qualsevol país del món amb una investigació astronòmica i activa ben documentada». L'Argentina es va convertir en el primer país no europeu que va obtenir afiliació plena el 2005. El Brasil, Xile i Portugal esdevingueren «observadors» en aquest moment i de llavors ençà han progressat a afiliació plena.

## Extracció i indexació
Aquesta revista apareix en les següents bases de dades:
- Astrophysics Data System
- Chemical Abstracts Service - CASSI
- SIMBAD[6]
- Compendex
- Computer & Control Abstracts
- Electrical & Electronics Abstracts
- Inspec
- Physics Abstracts
- Nuclear Science Abstracts
- Science Citation Index
- Current Contents/Physical, Chemical & Earth Sciences
- INIST
- PaperChem
- Physics Abstracts
- Zentralblatt MATH

## Accés obert
Totes les cartes a l'editor i tots els articles publicats a les seccions en línia de la revista són de lliure accés des de la seva publicació. Els articles de les altres seccions de la revista es fan gratuïtament 12 mesos després de la publicació (model d'accés obert retardat), a través del lloc de l'editor i a través del Sistema de Dades Astrofísiques. Els autors tenen l'opció de pagar un accés obert immediatament.